# Roccella canariensis
Espèce
Roccella canariensis est une espèce de lichens maritimes filamenteux, de la famille des Roccellaceae, mieux connue sous le nom d'orchilla, dont on extrait une teinture naturelle, l'orseille, de couleur pourpre.
Roccella canariensis pousse aux îles Canaries, sur les falaises exposées aux vents alizés. Il a été l'une des principales exportations historiques des Canaries. Les marchands drapiers Génois et Vénitiens au XVe siècle, furent les premiers à avoir recours à ce lichen.
Il existe d'autres taxons proches comme : Roccella tinctoria, Roccella vincentina, Roccella arnoldii, Roccella boergescenii.

La couleur pourpre était particulièrement prisée par les Romains, mais elle avait une autre origine.